# 오스트리아 독일어
오스트리아 독일어(독일어: Österreichisches Deutsch)는 오스트리아에서 쓰이는 독일어이다. 오스트리아어는 오스트리아 내서도 빈, 티롤, 카린시아 등 각지의 방언 차이가 많이 있기 때문에 총칭으로 오스트리아어로 약칭될 수 있다.

## 개요
오스트리아 대부분의 지역에서는 인접한 독일의 바이에른주 북부 이외 많은 지역과 함께 오스트로바이에른어가 사용된다. 이 중 오스트리아는 중부 오스트로바이에른어 및 오스트로바이에른어를 사용한다.
또한 오스트리아 각 지역의 언어는 각각 공통으로 사용되는 것도 있지만, 지역마다 차이를 볼 수도 있다.
한때 다민족 국가 오스트리아-헝가리 제국의 수도인 빈의 방언과 니더외스터라이히주 방언과 부르겐란트 방언은 헝가리어 등 다양한 언어에서 들어온 단어가 남아있는 것으로 알려져 있다.
또한 스위스와 바덴 지방과 리히텐슈타인에 인접한 포어아를베르크주와 티롤 서쪽 방언인 포어아를베르크어는 스위스 독일어와 같은 알레만어의 계통에 속하는 고지 알레만어의 한 방언이다.